# Turritella praetermissa
Turritella praetermissa is een slakkensoort uit de familie van de Turritellidae. De wetenschappelijke naam van de soort is voor het eerst geldig gepubliceerd in 1912 door Dautzenberg.